# Camp Hill, Alabama
Camp Hill là một thị trấn thuộc quận Tallapoosa, tiểu bang Alabama, Hoa Kỳ. Dân số năm 2009 là 1213 người, mật độ đạt 52 người/km².